# فرودگاه باوشان
فرودگاه باوشان (به انگلیسی: Baoshan Airport) یک فرودگاه همگانی با کد یاتا BSD است . این فرودگاه در کشور چین قرار دارد و در ارتفاع ۱۶۶۲ متری از سطح دریا واقع شده‌است.

## شرکت‌های هواپیمایی و مقصدهای پروازی
| شرکت‌های هواپیمایی  | مقصدهای پروازی                                                        |
| ------------------ | --------------------------------------------------------------------- |
| هواپیمایی شرقی چین | پکن، بایون گوآنگجو، هانگجو ژیاشان، کونمینگ چانگشوی، شانگهای هونگچیائو |